# Elvezio D'Orazi
Elvezio D'Orazi (Roma, 24 maggio 1920 – ...) è stato un calciatore italiano, di ruolo ala.

## Caratteristiche tecniche
Giocò nel ruolo di ala.

## Carriera
Giocò in Serie A con la Lazio ed in Serie B con la Ternana. Militò anche nelle due formazioni romane dell'Ala Littoria e dell'Alba e nell'Avellino.

## Palmarès

### Club

#### Competizioni regionali
- Campionato romano di guerra: 1

Lazio: 1943-1944